# Madonna di Casa Santi
La Madonna di Casa Santi è un affresco (97x67 cm) attribuito a Raffaello Sanzio, databile al 1498 circa e conservato in Casa Santi a Urbino. Si tratta di una delle primissime opere assegnate all'artista, allora appena quindicenne. Tale opera è stata riprodotta in una serie di 2 euro commemorativi sammarinesi.

## Storia
L'opera, affrescata nella stanza in cui si crede che Raffaello sia nato, fino a pochi anni addietro era ritenuta di mano di Giovanni Santi, padre di Raffaello, e che raffigurasse la moglie e lo stesso figlio (Cavalcaselle).  Questa attribuzione, ribadita da Adolfo Venturi, venne poi abbandonata in favore del giovane Raffaello da Ragghianti, Longhi e Brizio. La similitudine del volto di Maria con quello dell'ancella nella Natività della Vergine nella predella della Pala di Fano, opera di Perugino e bottega, ha fatto riferire a Raffaello anche quella tavoletta.

## Descrizione e stile
Maria è seduta di profilo entro una nicchia, col Bambino addormentato in grembo, teneramente accarezzato da un abbraccio. Essa è rappresentata fino alle ginocchia, ed è intenta alla lettura di un libro posto su di un leggio davanti a lei. L'ombra nella nicchia evidenzia il profilo, che rimanda ad esempi fiorentini della metà del XV secolo, filtrati probabilmente da Piero della Francesca, che tanto aveva lavorato a Urbino. La stessa atmosfera rarefatta, i colori chiari e tersi, l'attenzione alla luce, rimandano ai modelli che circolavano allora alla corte urbinate. Sembra preannunciare poi gli stilemi dell'arte matura di Raffaello l'intimità tra madre e figlio, il modo di legare le due figure - anche con la contrapposizione di tonalità chiare e scure - e il naturale atteggiamento di Gesù, teneramente addormentato mentre sta accovacciato in grembo.